# Tiro (Guinea)
Tiro è un comune (in francese sous-préfecture) della Guinea, parte della regione di Faranah e della prefettura di Faranah.